# Nekrolog 1. Quartal 1983
Nekrolog
◄◄
| ◄
| 1979
| 1980
| 1981
| 1982
| 1983 | 1984 | 1985 | 1986 | 1987 | ► | ►►
1. Quartal |
2. Quartal |
3. Quartal |
4. Quartal 1983
Weitere Ereignisse | Allgemeiner Nekrolog 1983
Die Beschreibung der verstorbenen Person sollte so kurz wie möglich gehalten sein und nur deren signifikante Tätigkeit(en) enthalten.
Neue Namen ggf. auch unter dem Geburts- und Sterbedatum, also etwa unter 1. Januar und im Geburts- und Sterbejahr (2024) eintragen (nur bei entsprechender großer Wichtigkeit). Für Beispiele siehe die schon vorhandenen Artikel.
Außerdem über die fünf zuletzt Verstorbenen, zu denen es einen ausreichend guten Artikel für eine Präsentation auf der Hauptseite gibt, nach der todesbedingten Überarbeitung der Artikel ggf. auch unter Wikipedia Diskussion:Hauptseite informieren und sie am besten auch in den anderen Wikipedia-Sprachversionen eintragen. Tipp: Regelmäßig bei news.google.de nach „ist tot“, „gestorben“ oder „verstorben“ suchen.
Wenn eine Person gestorben ist, gibt es viele Seiten zu dieser Person in der Wikipedia, die davon auch betroffen sind und entsprechend aktualisiert werden müssen. Beispiele: Namenübersichtsseite, Geburtsjahr, Geburtsort-Seiten und viele mehr.
Wie finde ich die betroffenen Seiten?
Im Suchfeld auf der linken Seite gibt man den Suchbegriff so ein: „Vorname Nachname“. Dann klickt man auf Volltext und alle Seiten mit entsprechendem Suchtext werden aufgerufen. Hier sieht man dann schnell, wo auch das Todesjahr Sinn macht oder sogar ein Teil des Artikels angepasst werden muss. Auch hilft das „Werkzeug“ auf der linken Seite sehr gut, um solche Seiten aufzufinden: „Links auf diese Seite“. Somit ist die Wikipedia wieder aktuell in allen Bereichen! Hinweis: bei Eintragung der Kategorie „Gestorben JAHR“ wird der Missbrauchsfilter 49 ausgelöst, was jedoch nicht schlimm ist. Siehe: Spezial:Missbrauchsfilter/49
Dies ist eine Liste von im ersten Quartal 1983 verstorbenen bekannten Persönlichkeiten. Die Einträge erfolgen innerhalb der einzelnen Daten alphabetisch sortiert. Tiere sind im Nekrolog für Tiere zu finden.

## Januar
| Tag        | Name                                     | Beruf, bekannt als                                                                                              | Alter | Beleg |
| ---------- | ---------------------------------------- | --- | ----- | ----- |
| 1. Januar  | Werner Beinhauer                         | deutscher Romanist und Hispanist                                                                                | 86    |       |
| 1. Januar  | David Buttolph                           | US-amerikanischer Filmkomponist                                                                                 | 80    |       |
| 1. Januar  | Theophil Funk                            | deutscher evangelisch-methodistischer Theologe                                                                  | 70    |       |
| 1. Januar  | Willi Harmjanz                           | deutscher Offizier, zuletzt General der Flieger im Zweiten Weltkrieg                                            | 89    |       |
| 1. Januar  | Mike Lawrence                            | US-amerikanischer Fusion- und Jazzmusiker                                                                       | 37    |       |
| 1. Januar  | Hans Meier-Welcker                       | deutscher Offizier und Historiker                                                                               | 76    |       |
| 1. Januar  | Marija Rudnizkaja                        | sowjetische Malerin und Hochschullehrerin                                                                       | 66    |       |
| 1. Januar  | Helmut Winkler                           | deutscher Unternehmer                                                                                           | 82    |       |
| 2. Januar  | Maria Besendahl                          | deutsche Schauspielerin                                                                                         | 81    |       |
| 2. Januar  | Hans Hege                                | deutscher Landwirt und Politiker, MdL                                                                           | 97    |       |
| 2. Januar  | Edward Daniel Howard                     | US-amerikanischer römisch-katholischer Geistlicher                                                              | 105   |       |
| 2. Januar  | Georg Kuhlmeyer                          | deutscher Dichter                                                                                               | 88    |       |
| 2. Januar  | Rudolf Petersen                          | deutscher Kommodore im Zweiten Weltkrieg                                                                        | 77    |       |
| 2. Januar  | Helmut Winter                            | deutscher Organist und Organologe                                                                               | 56    |       |
| 3. Januar  | George F. Bond                           | amerikanischer Arzt                                                                                             | 67    |       |
| 3. Januar  | Jens Rehn                                | deutscher Schriftsteller                                                                                        | 64    |       |
| 3. Januar  | Hans Schmüser                            | deutscher Politiker (KPD), MdL                                                                                  | 87    |       |
| 4. Januar  | Everett Cherrington Hughes               | US-amerikanischer Soziologe                                                                                     | 85    |       |
| 4. Januar  | Friedrich Franz von Papen                | deutscher Jurist und Geschäftsmann                                                                              | 71    |       |
| 4. Januar  | Josef Prantl                             | österreichischer Politiker (SPÖ), Mitglied des Bundesrates                                                      | 91    |       |
| 4. Januar  | Esodo Pratelli                           | italienischer Dokumentarfilmer, Filmregisseur und Maler                                                         | 90    |       |
| 4. Januar  | Benjamin Stanley Rosenthal               | US-amerikanischer Soldat, Jurist und Politiker                                                                  | 59    |       |
| 4. Januar  | Rudolf Wetzel                            | deutscher Veterinärmediziner                                                                                    | 87    |       |
| 5. Januar  | Paul Böhmer                              | deutscher Ringer                                                                                                | 75    |       |
| 5. Januar  | Tugomir Franc                            | jugoslawischer Opernsänger (Bass)                                                                               | 50    |       |
| 5. Januar  | Chapman Grant                            | US-amerikanischer Zoologe, Historiker und Verleger                                                              | 95    |       |
| 5. Januar  | Ubaldo Monico                            | Schweizer Pädagoge und Künstler                                                                                 | 70    |       |
| 5. Januar  | Anton Sabel                              | deutscher Politiker (CDU), MdB                                                                                  | 80    |       |
| 6. Januar  | Julius Gaidelis                          | litauischer Komponist und Dirigent                                                                              | 73    |       |
| 6. Januar  | Gisela Kühler-Balcke                     | deutsche Bildhauerin                                                                                            | 69    |       |
| 6. Januar  | Benno Roth                               | österreichischer Pater sowie Pädagoge und Kirchenhistoriker                                                     | 79    |       |
| 6. Januar  | Josef Schelling                          | österreichischer Politiker (FPÖ), Landtagsabgeordneter                                                          | 60    |       |
| 6. Januar  | Bernard Stevens                          | englischer Komponist und Musikpädagoge                                                                          | 66    |       |
| 7. Januar  | Reto R. Bezzola                          | Schweizer Romanist                                                                                              | 84    |       |
| 7. Januar  | Fred Church                              | US-amerikanischer Schauspieler der Stummfilmzeit                                                                | 94    |       |
| 7. Januar  | Georges-Pierre Dubois                    | Schweizer Architekt                                                                                             | 71    |       |
| 7. Januar  | Edward J. Elsaesser                      | US-amerikanischer Politiker                                                                                     | 78    |       |
| 7. Januar  | Franz Glaserer                           | österreichischer Politiker (SDAP, SPÖ), Landtagsabgeordneter                                                    | 78    |       |
| 7. Januar  | Maria Günzl                              | deutsche Politikerin (SPD), MdL                                                                                 | 86    |       |
| 7. Januar  | Edmund Jacobson                          | US-amerikanischer Arzt                                                                                          | 94    |       |
| 7. Januar  | Rudolf Wolters                           | deutscher Architekt und Stadtplaner                                                                             | 79    |       |
| 8. Januar  | Marie Minna Bielenberg                   | deutsche Malerin und Töpferin                                                                                   | 85    |       |
| 8. Januar  | Wilhelm Holper                           | österreichischer Politiker (SPÖ), Landtagsabgeordneter im Burgenland                                            | 53    |       |
| 8. Januar  | Hannes Kraft                             | deutscher Germanist und Liedertexter                                                                            | 73    |       |
| 8. Januar  | Tom McCall                               | US-amerikanischer Politiker                                                                                     | 69    |       |
| 8. Januar  | Gale Page                                | US-amerikanische Schauspielerin                                                                                 | 69    |       |
| 8. Januar  | Lothar Weirauch                          | deutscher Ministerialbeamter                                                                                    | 74    |       |
| 9. Januar  | David Hempstead                          | US-amerikanischer Filmproduzent und Drehbuchautor                                                               | 73    |       |
| 9. Januar  | Kang Ryang-uk                            | nordkoreanischer Geistlicher und Politiker                                                                      | 78    |       |
| 9. Januar  | Diego Parodi                             | italienischer Ordensgeistlicher, Bischof von Ischia                                                             | 66    |       |
| 9. Januar  | Marie Priess                             | deutsche kommunistische Widerstandskämpferin gegen den Nationalsozialismus                                      | 97    |       |
| 10. Januar | Gerrit Boeijen                           | niederländischer Radrennfahrer                                                                                  | 63    |       |
| 10. Januar | Roy DeMeo                                | US-amerikanischer Mafioso                                                                                       | 40    |       |
| 10. Januar | Carwyn James                             | walisischer Rugbyspieler und -trainer                                                                           | 53    |       |
| 10. Januar | Günter Menges                            | deutscher Wirtschaftswissenschaftler und Hochschullehrer                                                        | 53    |       |
| 10. Januar | Raymond Henry Norweb                     | US-amerikanischer Diplomat                                                                                      | 87    |       |
| 10. Januar | Ewan Roberts                             | britischer Schauspieler                                                                                         | 68    |       |
| 10. Januar | André-Jean Vérineux                      | französischer römisch-katholischer Geistlicher, Bischof und Apostolischer Administrator in China und Taiwan     | 85    |       |
| 11. Januar | Gerhard Barkhorn                         | deutscher Jagdflieger im Zweiten Weltkrieg                                                                      | 63    |       |
| 11. Januar | Tichon Jakowlewitsch Kisseljow           | sowjetischer Politiker und Parteifunktionär                                                                     | 65    |       |
| 11. Januar | Elisabeth Kottmeier                      | deutsche Schriftstellerin und Übersetzerin                                                                      | 80    |       |
| 11. Januar | Wilhelm Mangels                          | deutscher Kommunalpolitiker (CDU)                                                                               | 54    |       |
| 11. Januar | Hubert Mittendorf                        | deutscher Schauspieler, Musicaldarsteller und Hörspielsprecher                                                  | 48    |       |
| 11. Januar | Meinrad Ospelt                           | liechtensteinischer Politiker (FBP)                                                                             | 76    |       |
| 11. Januar | LeGrand Richards                         | amerikanischer Kirchenführer, Apostel der Kirche Jesu Christi der Heiligen der Letzten Tage                     | 96    |       |
| 11. Januar | Nikolai Wiktorowitsch Podgorny           | ukrainischer Politiker, Staatsoberhaupt der Sowjetunion (1965–1977)                                             | 79    |       |
| 11. Januar | Grigori Lwowitsch Roschal                | russischer Theater- und Filmregisseur und Drehbuchautor                                                         | 83    |       |
| 11. Januar | Hermann Scheffler                        | deutscher Politiker (SPD), MdL, MdB                                                                             | 62    |       |
| 12. Januar | Reebop Kwaku Baah                        | ghanaischer Fusion-Perkussionist                                                                                | 38    |       |
| 12. Januar | Athanase Jean Daniel Bakose              | syrisch-katholischer Geistlicher                                                                                | 84    |       |
| 12. Januar | Bailey Wallys Diffie                     | US-amerikanischer Historiker                                                                                    | 80    |       |
| 12. Januar | Kurt Fehringer                           | deutscher Lehrer und Hochschullehrer                                                                            | 62    |       |
| 12. Januar | Mathilde Hain                            | deutsche Volkskundlerin                                                                                         | 81    |       |
| 12. Januar | Karl Holstein                            | deutscher Industrieller                                                                                         | 74    |       |
| 12. Januar | Frédérique Petrides                      | US-amerikanische Dirigentin belgischer Herkunft                                                                 | 79    |       |
| 12. Januar | Joseph Rampal                            | französischer Flötist                                                                                           | 87    |       |
| 12. Januar | Kurt Steim                               | deutscher Unternehmer                                                                                           | 69    |       |
| 12. Januar | Paul Wagner                              | deutscher Kommunalpolitiker und Vertriebenenfunktionär                                                          | 82    |       |
| 13. Januar | René Bonnet                              | französischer Automobilrennfahrer und Fahrzeugkonstrukteur                                                      | 78    |       |
| 13. Januar | Anne Broecker                            | deutsche Dozentin, Schulleiterin und Wohlfahrtspflegerin                                                        | 90    |       |
| 13. Januar | Reinhard Buchwald                        | deutscher Literar- und Kulturhistoriker sowie Mitbegründer der deutschen Volkshochschulbewegung                 | 98    |       |
| 13. Januar | Barry Galbraith                          | US-amerikanischer Jazzgitarrist des Swing und Cool Jazz                                                         | 63    |       |
| 13. Januar | Lorenz Höcker                            | deutscher Arbeits- und Sozialrechtler                                                                           | 72    |       |
| 13. Januar | Albert Klaus                             | deutscher Schriftsteller und Kinderbuchautor                                                                    | 80    |       |
| 13. Januar | John Ouwerx                              | belgischer Jazzpianist                                                                                          | 79    |       |
| 13. Januar | Vincenz Pieper                           | deutscher Maler und Schöpfer von Kirchenfenstern                                                                | 79    |       |
| 13. Januar | Alberto Poltronieri                      | italienischer Violinist und Musikpädagoge                                                                       | 90    |       |
| 13. Januar | Christoph Reuland                        | deutscher Opernsänger (Tenor)                                                                                   | 79    |       |
| 13. Januar | Rudolf Reuter                            | deutscher Musikwissenschaftler, Orgeldenkmalpfleger, Musiker und Hochschullehrer                                | 62    |       |
| 13. Januar | David M. Shoup                           | US-amerikanischer General und 22. Commandant des United States Marine Corps                                     | 78    |       |
| 13. Januar | Wilhelm Tempel                           | deutscher Jurist, Mitbegründer des NS-Studentenbundes                                                           | 77    |       |
| 14. Januar | Eugène Beaudouin                         | französischer Architekt und Stadtplaner                                                                         | 84    |       |
| 14. Januar | Herbert Böcher                           | deutscher Leichtathlet                                                                                          | 79    |       |
| 14. Januar | Max Frei-Sulzer                          | Schweizer Kriminalist                                                                                           | 69    |       |
| 14. Januar | Herbert Jehle                            | deutsch-US-amerikanischer Physiker                                                                              | 75    |       |
| 14. Januar | Rex Lassam                               | britischer Schwimmer                                                                                            | 86    |       |
| 14. Januar | Otto Ludwig                              | US-amerikanischer Filmeditor                                                                                    | 79    |       |
| 14. Januar | František Miller                         | tschechischer Zoologe                                                                                           | 80    |       |
| 14. Januar | Hans Stocker                             | Schweizer Kunstmaler                                                                                            | 86    |       |
| 14. Januar | Ernst Urbahn                             | deutscher Schulleiter und Entomologe                                                                            | 94    |       |
| 14. Januar | Udo von Woyrsch                          | deutscher Politiker (NSDAP), MdR und General der Deutschen Polizei                                              | 87    |       |
| 15. Januar | Charles Eley                             | britischer Ruderer                                                                                              | 80    |       |
| 15. Januar | Helmut Fahsel                            | deutscher katholischer Priester, Philosoph und Schriftsteller                                                   | 91    |       |
| 15. Januar | Ernst Fuchs                              | deutscher evangelischer Theologe                                                                                | 79    |       |
| 15. Januar | Meyer Lansky                             | US-amerikanischer Mobster                                                                                       | 80    |       |
| 15. Januar | Ernst Erich Noth                         | deutsch-amerikanischer Literaturwissenschaftler und Schriftsteller                                              | 73    |       |
| 15. Januar | Armin Alexander Öpik                     | estnisch-australischer Paläontologe                                                                             | 84    |       |
| 15. Januar | Shepperd Strudwick                       | US-amerikanischer Schauspieler                                                                                  | 75    |       |
| 16. Januar | Vladimir Bakarić                         | jugoslawischer Politiker                                                                                        | 70    |       |
| 16. Januar | Carlos Bonnet                            | venezolanischer Komponist und Dirigent                                                                          | 90    |       |
| 16. Januar | Robert Bösch                             | österreichischer Politiker (VdU, FPÖ), Landtagsabgeordneter                                                     | 60    |       |
| 16. Januar | Herbert Connor                           | deutsch-schwedischer Journalist, Musikkritiker und Musikpädagoge                                                | 75    |       |
| 16. Januar | Khalil Esfandiary Bakhtiary              | iranischer Botschafter                                                                                          | 81    |       |
| 16. Januar | Giobbe Giopp                             | italienischer Ingenieur und Antifaschist                                                                        | 80    |       |
| 16. Januar | Fritz Neumeyer                           | deutscher Cembalist, Pianist und Komponist                                                                      | 82    |       |
| 16. Januar | Donald Cary Williams                     | US-amerikanischer Philosoph                                                                                     | 83    |       |
| 16. Januar | Theo Wormland                            | deutscher Textilkaufmann, Kunstsammler und Mäzen                                                                | 76    |       |
| 17. Januar | Bill Bonthron                            | US-amerikanischer Leichtathlet                                                                                  | 70    |       |
| 17. Januar | Jacques Groeneveld                       | deutscher Politiker (NSDAP), MdR                                                                                | 90    |       |
| 17. Januar | William Edward Martz                     | US-amerikanischer Schachspieler                                                                                 | 37    |       |
| 17. Januar | Walter Quiring                           | deutsch-russischer Autor, Redakteur und Lehrer                                                                  | 89    |       |
| 17. Januar | Colin Watson                             | englischer Schriftsteller von Kriminalromanen                                                                   | 62    |       |
| 18. Januar | Raúl Gustavo Aguirre                     | argentinischer Literaturkritiker und Lyriker                                                                    | 56    |       |
| 18. Januar | Vernon Bartlett                          | britischer Journalist, Schriftsteller und Politiker                                                             | 88    |       |
| 18. Januar | Charles Heidelberger                     | amerikanischer Chemiker und Krebsforscher                                                                       | 62    |       |
| 18. Januar | Arturo Umberto Illia                     | argentinischer Politiker, Präsident von Argentinien                                                             | 82    |       |
| 18. Januar | Walter Ullmann                           | britischer Historiker österreichischer Herkunft                                                                 | 72    |       |
| 19. Januar | Robert Carson                            | US-amerikanischer Drehbuchautor und Schriftsteller                                                              | 73    |       |
| 19. Januar | Don Costa                                | US-amerikanischer Musiker und Musikproduzent                                                                    | 57    |       |
| 19. Januar | Alois Grendelmeier                       | schweizerischer Politiker                                                                                       | 79    |       |
| 19. Januar | Charles Haldeman                         | US-amerikanischer Autor                                                                                         | 51    |       |
| 19. Januar | Herbert Hensel                           | deutscher Physiologe und Hochschullehrer                                                                        | 62    |       |
| 19. Januar | Hellmuth Himmel                          | österreichischer Germanist und Kabarettautor                                                                    | 63    |       |
| 19. Januar | Aleksandar Kostić                        | jugoslawischer Mediziner und Sexualwissenschaftler                                                              | 89    |       |
| 19. Januar | Muhittin Taylan                          | türkischer Richter, Präsident des Verfassungsgerichts der Türkei                                                | 72    |       |
| 19. Januar | Konstantin Michailowitsch Sokolow        | sowjetischer Politiker                                                                                          | 79    |       |
| 19. Januar | Wolfgang Stumpf                          | deutscher Schauspieler                                                                                          | 73    |       |
| 20. Januar | Frank Bird                               | britischer Offizier der Luftstreitkräfte des Vereinigten Königreichs                                            | 64    |       |
| 20. Januar | Jochen Diestelmann                       | deutscher Schauspieler                                                                                          | 60    |       |
| 20. Januar | Allen Dorfman                            | US-amerikanischer Gewerkschafter                                                                                | 60    |       |
| 20. Januar | Garrincha                                | brasilianischer Fußballspieler                                                                                  | 49    |       |
| 20. Januar | Karl Löb                                 | deutscher Kameramann                                                                                            | 72    |       |
| 20. Januar | Fritz Felix Pipes                        | österreichischer Tennis- und Eishockeyspieler                                                                   | 95    |       |
| 20. Januar | Friedel Schuster                         | deutsche Operettensängerin, Filmschauspielerin und Synchronsprecherin                                           | 79    |       |
| 20. Januar | Sol Spiegelman                           | US-amerikanischer Molekularbiologe                                                                              | 68    |       |
| 20. Januar | Otto Thanner                             | deutscher Fußballspieler                                                                                        | 60    |       |
| 21. Januar | Walter Bechstein                         | deutscher Schauspieler                                                                                          | 64    |       |
| 21. Januar | Kemal Bilbaşar                           | türkischer Lehrer und Schriftsteller                                                                            |       |       |
| 21. Januar | Marian Mazur                             | polnischer Kybernetiker                                                                                         | 73    |       |
| 21. Januar | Dana Medřická                            | tschechische Schauspielerin                                                                                     | 62    |       |
| 21. Januar | Satomi Ton                               | japanischer Schriftsteller                                                                                      | 94    |       |
| 21. Januar | Antonio Siddi                            | italienischer Leichtathlet                                                                                      | 59    |       |
| 22. Januar | Harry Auterhoff                          | lettischer Chemiker und Pharmazeut                                                                              | 67    |       |
| 22. Januar | Ahmed Dlimi                              | marokkanischer Militär, General der königlich marokkanischen Armee                                              |       |       |
| 22. Januar | Eric Sigfrid Erickson                    | schwedischer Ölhändler und Spion für das OSS                                                                    |       |       |
| 22. Januar | Gerhard Koch                             | deutscher Jurist, Finanzbeamter und Politiker (SPD), MdL, MdB, MdEP                                             | 76    |       |
| 23. Januar | Kurt Fiege                               | deutscher Geologe und Paläontologe                                                                              | 85    |       |
| 23. Januar | Frank Forde                              | australischer Politiker und Premierminister                                                                     | 92    |       |
| 23. Januar | Arnold Gohr                              | deutscher Politiker (CDU der DDR), MdV                                                                          | 86    |       |
| 23. Januar | Walter Hävernick                         | deutscher Numismatiker und Museumsdirektor                                                                      | 78    |       |
| 23. Januar | Thomas Hopkins                           | britischer Kunstturner                                                                                          | 79    |       |
| 23. Januar | Karl Podach                              | deutscher Politiker (SPD), MdA                                                                                  | 81    |       |
| 23. Januar | Otto Recknagel                           | deutscher Politiker (NSDAP), MdR, MdL                                                                           | 85    |       |
| 23. Januar | Court Stone                              | kanadischer Pianist; Komponist und Musikpädagoge                                                                | 63    |       |
| 24. Januar | Leiv Aalen                               | norwegischer Theologe                                                                                           | 76    |       |
| 24. Januar | Semjon Alexandrowitsch Altschuler        | sowjetischer Physiker                                                                                           | 71    |       |
| 24. Januar | Marcolino Gomes Candau                   | brasilianischer Arzt, Generaldirektor der Weltgesundheitsorganisation (WHO)                                     | 71    |       |
| 24. Januar | George Cukor                             | US-amerikanischer Filmregisseur und Filmproduzent                                                               | 83    |       |
| 24. Januar | Julien Dinou                             | Schweizer Maler, Schauspieler, Regisseur, Bühnenleiter, Schriftsteller und Unternehmer                          | 87    |       |
| 24. Januar | Johan Grøttumsbråten                     | norwegischer Skisportler                                                                                        | 83    |       |
| 24. Januar | Adolf Mauk                               | deutscher Politiker (DVP, FDP), MdB, MdEP                                                                       | 76    |       |
| 24. Januar | Detlef Okrent                            | deutscher Hockeyspieler und SS-Richter                                                                          | 73    |       |
| 24. Januar | Ludwig Siekmeyer                         | deutscher Maler                                                                                                 | 90    |       |
| 24. Januar | Juan Carlos Zabala                       | argentinischer Marathonläufer                                                                                   | 71    |       |
| 25. Januar | Fritz Fremersdorf                        | deutscher Archäologe und Bodendenkmalpfleger                                                                    | 89    |       |
| 25. Januar | Joseph W. Henkle                         | US-amerikanischer Politiker                                                                                     | 76    |       |
| 25. Januar | William Kenne                            | deutscher Fotograf                                                                                              | 90    |       |
| 25. Januar | Leopold Marx                             | deutsch-israelischer Schriftsteller, Dichter und Fabrikant                                                      | 93    |       |
| 25. Januar | Maurice A. Preston                       | US-amerikanischer Offizier, General der US Air Force                                                            | 70    |       |
| 25. Januar | Rodney Soher                             | britischer Bobfahrer                                                                                            | 89    |       |
| 25. Januar | Gerd Stieler von Heydekampf              | deutscher Industrieller und Manager                                                                             | 78    |       |
| 25. Januar | Werner Straub                            | deutscher Psychologe, Wegbereiter der Arbeitsschutztheorie in Deutschland                                       | 80    |       |
| 25. Januar | Alfred Wilson, Baron Wilson of Radcliffe | britischer Politiker                                                                                            | 73    |       |
| 26. Januar | Şefik Bakay                              | türkischer Politiker                                                                                            |       |       |
| 26. Januar | Bear Bryant                              | amerikanischer College-Footballspieler und -trainer                                                             | 69    |       |
| 26. Januar | Werner Düttmann                          | deutscher Architekt                                                                                             | 61    |       |
| 26. Januar | Konstantin Mexis                         | griechisch-österreichischer Pianist                                                                             | 69    |       |
| 26. Januar | Sheila O’Brien                           | US-amerikanische Kostümbildnerin                                                                                | 80    |       |
| 26. Januar | Francis Reichelderfer                    | US-amerikanischer Meteorologe                                                                                   | 87    |       |
| 26. Januar | Clara von Simson                         | deutsche Politikerin (FDP), MdA                                                                                 | 85    |       |
| 26. Januar | Abu Zikry                                | ägyptischer Admiral, Kommandeur der ägyptischen Marine                                                          | 59    |       |
| 27. Januar | Georges Bidault                          | französischer Résistancekämpfer und Politiker (PDP, MRP, MCD), Mitglied der Nationalversammlung                 | 83    |       |
| 27. Januar | Gabriel Despland                         | Schweizer Politiker (FDP)                                                                                       | 81    |       |
| 27. Januar | Meyer Fortes                             | südafrikanischer Anthropologe                                                                                   | 76    |       |
| 27. Januar | Louis de Funès                           | französischer Schauspieler und Komiker                                                                          | 68    |       |
| 27. Januar | Felix Monheim                            | deutscher Geograph und Hochschullehrer                                                                          | 66    |       |
| 27. Januar | Rudolf Peil                              | deutscher römisch-katholischer Prälat, Katechetiker und Religionspädagoge                                       | 81    |       |
| 27. Januar | Walter Schatzki                          | deutsch-amerikanischer Buchhändler und Antiquar                                                                 | 83    |       |
| 27. Januar | Ruth Weyher                              | deutsche Stummfilmschauspielerin                                                                                | 81    |       |
| 28. Januar | Rudolf Aschenauer                        | deutscher Jurist                                                                                                | 69    |       |
| 28. Januar | Sweet Emma Barrett                       | US-amerikanische Pianistin und Sängerin des New Orleans Jazz                                                    | 85    |       |
| 28. Januar | Bryher                                   | britische Schriftstellerin                                                                                      | 88    |       |
| 28. Januar | Benno Eggert                             | deutscher Maler und Kunsthistoriker                                                                             | 97    |       |
| 28. Januar | Levon Ekmekdschian                       | libanesisch-armenischer Guerillero                                                                              |       |       |
| 28. Januar | Billy Fury                               | englischer Rockmusiker                                                                                          | 42    |       |
| 28. Januar | Chianca de Garcia                        | portugiesischer Filmregisseur                                                                                   | 84    |       |
| 28. Januar | Norbert Grebmer                          | österreichischer Künstler (Vorarlberg) und akademischer Maler                                                   | 53    |       |
| 28. Januar | Nagai Ikuko                              | japanische Opernsängerin                                                                                        | 89    |       |
| 28. Januar | Aryeh Kaplan                             | US-amerikanischer Rabbi und Schriftsteller                                                                      | 48    |       |
| 28. Januar | Bengt Nordenskiöld                       | schwedischer General                                                                                            | 91    |       |
| 28. Januar | Edward Lawry Norton                      | US-amerikanischer Elektronikingenieur, Namensgeber Norton-Theorem                                               | 84    |       |
| 28. Januar | Claude Papi                              | französischer Fußballspieler                                                                                    | 33    |       |
| 28. Januar | Gustavo Wennberg                         | schwedisch-spanischer Maler, Plakatmaler, Bühnenmaler, Zeichenlehrer und Glasmaler                              | 63    |       |
| 29. Januar | Arthur Harms                             | deutscher Magistratsdirektor, Bremerhavener Bürgerschaftsabgeordneter (SPD), MdBB                               | 67    |       |
| 29. Januar | Ruth Irene Kalder                        | deutsche Angestellte, Sekretärin bei Oskar Schindler                                                            |       |       |
| 29. Januar | Wilhelm Herbert Koch                     | deutscher Journalist und Schriftsteller                                                                         | 77    |       |
| 29. Januar | Fritz Krcal                              | österreichischer Maler                                                                                          | 94    |       |
| 29. Januar | Rodolfo Margaria                         | italienischer Physiologe und Mediziner                                                                          | 81    |       |
| 29. Januar | Gerhard Merzyn                           | Gründungsmitglied und erster Direktor von Haus Rissen                                                           | 64    |       |
| 29. Januar | Melville Vail                            | kanadischer Eishockeyspieler                                                                                    | 76    |       |
| 29. Januar | Eduardo Westerdahl                       | spanischer Kunstkritiker                                                                                        | 80    |       |
| 29. Januar | Wendell P. Woodring                      | US-amerikanischer Paläontologe und Geologe                                                                      | 92    |       |
| 30. Januar | Alan Cunningham                          | britischer General im Zweiten Weltkrieg und letzter britischer Hochkommissar für das Völkerbundsmandat für P... | 95    |       |
| 30. Januar | Alfred Flückiger                         | Schweizer Lehrer, Grafiker und Schriftsteller                                                                   | 85    |       |
| 30. Januar | Élise Freinet                            | französische Künstlerin und Reformpädagogin                                                                     | 84    |       |
| 30. Januar | Fritz Machlup                            | austroamerikanischer Nationalökonom                                                                             | 80    |       |
| 30. Januar | Emilio Polli                             | italienischer Schwimmer                                                                                         | 81    |       |
| 30. Januar | Mack Reynolds                            | US-amerikanischer Science-Fiction-Autor                                                                         | 65    |       |
| 31. Januar | Gregorio Blasco                          | spanischer Fußballspieler in Mexiko                                                                             | 73    |       |
| 31. Januar | Lorraine Ellison                         | US-amerikanische Soul-Sängerin                                                                                  | 51    |       |
| 31. Januar | Rudi Paret                               | deutscher Islamwissenschaftler, Koranübersetzer                                                                 | 81    |       |
| 31. Januar | Robert T. Stevens                        | US-amerikanischer Geschäftsmann, Heeresminister der Vereinigten Staaten (1953–1955)                             | 83    |       |
| 31. Januar | Modesta Valenti                          | italienische Obdachlose, die aufgrund unterlassener Hilfeleistung starb und Namensgeberin einer nicht existi... |       |       |
| Januar     | Lloyd Hahn                               | US-amerikanischer Leichtathlet                                                                                  | 84    |       |
| Januar     | Thomas Mead                              | US-amerikanischer Filmproduzent, Filmregisseur und Filmschaffender                                              | 78    |       |

## Februar
| Tag         | Name                                      | Beruf, bekannt als                                                                                              | Alter | Beleg |
| ----------- | ----------------------------------------- | --- | ----- | ----- |
| 1. Februar  | Clement Coughlan                          | irischer Politiker (Fianna Fáil)                                                                                | 40    |       |
| 1. Februar  | Gustav Ewald                              | deutscher Ingenieur, Unternehmer, Luftwaffenoffizier und Technikhistoriker                                      | 87    |       |
| 1. Februar  | Andreas Gemant                            | österreichisch-amerikanischer Physiker                                                                          | 87    |       |
| 1. Februar  | Adolf Scholze                             | deutscher Politiker (SED), Gewerkschafter, Staatsfunktionär der DDR und Widerstandskämpfer gegen den Nationa... | 69    |       |
| 1. Februar  | Milada Součková                           | tschechische Schriftstellerin und Literaturtheoretikerin                                                        | 85    |       |
| 1. Februar  | Pegot Waring                              | amerikanische Bildhauerin                                                                                       | 73    |       |
| 1. Februar  | Walter Wenger                             | deutscher Grafiker und Illustrator                                                                              | 76    |       |
| 2. Februar  | Sam Chatmon                               | US-amerikanischer Blues-Musiker                                                                                 | 86    |       |
| 2. Februar  | Oswald Dutch                              | österreichisch-britischer Journalist und Schriftsteller                                                         | 88    |       |
| 2. Februar  | Elisabeth Flügge                          | deutsche Lehrerin und Gerechte unter den Völkern                                                                | 87    |       |
| 2. Februar  | Pierre Guiraud                            | französischer Sprachwissenschaftler, Romanist, Lexikologe und Etymologe                                         | 70    |       |
| 2. Februar  | Lou Loeber                                | niederländische Malerin                                                                                         | 88    |       |
| 2. Februar  | Corentin Louis Kervran                    | französischer Naturwissenschaftler und Regierungsbeamter                                                        | 81    |       |
| 3. Februar  | Tullio Campagnolo                         | italienischer Radsportler und Unternehmer                                                                       | 81    |       |
| 3. Februar  | Josephine Dunn                            | US-amerikanische Schauspielerin                                                                                 | 76    |       |
| 3. Februar  | Carl Theodor Gossen                       | Schweizer Romanist und Sprachwissenschaftler                                                                    | 67    |       |
| 3. Februar  | Pierre Hourcade                           | französischer Romanist, Lusitanist und Literaturwissenschaftler                                                 | 74    |       |
| 3. Februar  | Kurt Mederacke                            | deutscher Fagottist und Komponist                                                                               | 72    |       |
| 3. Februar  | Traugott Riechert                         | deutscher Neurochirurg und Hochschullehrer                                                                      | 77    |       |
| 3. Februar  | Antonio Samorè                            | italienischer Kardinal der römisch-katholischen Kirche                                                          | 77    |       |
| 3. Februar  | Jimmy Townley                             | englischer Fußballspieler und -trainer                                                                          | 80    |       |
| 4. Februar  | Karen Carpenter                           | US-amerikanische Schlagzeugerin und Sängerin                                                                    | 32    |       |
| 4. Februar  | Hans Heinze                               | deutscher Psychiater, Gutachter der nationalsozialistischen Kinder-„Euthanasie“                                 | 87    |       |
| 4. Februar  | Wilhelm von Meyeren                       | deutscher Physiker                                                                                              | 77    |       |
| 4. Februar  | Isidoro Ocampo                            | mexikanischer Künstler                                                                                          | 72    |       |
| 5. Februar  | Judith Alpi                               | chilenische Malerin                                                                                             | 89    |       |
| 5. Februar  | Sacy von Blondel                          | ungarische Filmschauspielerin und Schriftstellerin                                                              | 85    |       |
| 5. Februar  | Margaret Oakley Dayhoff                   | US-amerikanische Biochemikerin                                                                                  | 57    |       |
| 5. Februar  | Hannjo Hasse                              | deutscher Schauspieler                                                                                          | 61    |       |
| 5. Februar  | Peter Herbert Jackson                     | britischer Ruderer                                                                                              | 70    |       |
| 5. Februar  | Ernst Kracht                              | deutscher SS-Sturmbannführer, Landrat, Oberbürgermeister und Chef der Staatskanzlei in Schleswig-Holstein       | 92    |       |
| 5. Februar  | Giovanni Marcora                          | italienischer Politiker                                                                                         | 60    |       |
| 5. Februar  | Alfred Nerger                             | deutscher Verwaltungsjurist, Oberbürgermeister von Zeitz                                                        | 96    |       |
| 5. Februar  | Jitzchak Olshan                           | israelischer Jurist                                                                                             | 87    |       |
| 5. Februar  | Ugo Saitta                                | italienischer Dokumentarfilmer und Filmregisseur                                                                | 70    |       |
| 5. Februar  | Richard Schauffele                        | deutscher Fußballspieler                                                                                        | 80    |       |
| 5. Februar  | Paul-Willem Segers                        | belgischer Politiker                                                                                            | 82    |       |
| 5. Februar  | Willi Ulfig                               | deutscher Maler des Expressionismus                                                                             | 72    |       |
| 5. Februar  | Erich Wedell                              | deutscher Rechtsanwalt                                                                                          | 94    |       |
| 6. Februar  | Marie Buchhold                            | deutsche Sozialreformerin und Mitbegründerin der Frauenschule Schwarze Erde                                     | 92    |       |
| 6. Februar  | Otto von Essen                            | deutscher Phonetiker                                                                                            | 84    |       |
| 7. Februar  | Alfonso Calzolari                         | italienischer Radrennfahrer                                                                                     | 95    |       |
| 7. Februar  | Josef Gohm                                | österreichischer Politiker (VdU/FPÖ), Landtagsabgeordneter in Vorarlberg                                        | 76    |       |
| 7. Februar  | Gerhart Mall                              | deutscher Psychiater, Neurologe und Psychologe                                                                  | 73    |       |
| 7. Februar  | Guadalupe Marín                           | mexikanische Muse, Modell und Schriftstellerin                                                                  | 87    |       |
| 7. Februar  | Clara Menck                               | deutsche Journalistin                                                                                           | 81    |       |
| 8. Februar  | Nathaniel M. Haskell                      | US-amerikanischer Politiker, Gouverneur von Maine (Republikanische Partei)                                      | 70    |       |
| 8. Februar  | Serge Ivanoff                             | russischer Maler                                                                                                | 89    |       |
| 8. Februar  | Harry Mitchell                            | englischer Boxer                                                                                                | 87    |       |
| 8. Februar  | Juri Wassiljewitsch Silantjew             | russischer und sowjetischer Dirigent und Komponist                                                              | 63    |       |
| 8. Februar  | Alfred Wallenstein                        | US-amerikanischer Dirigent und Cellist                                                                          | 84    |       |
| 9. Februar  | Sinaida Brumberg                          | sowjetische Animationsfilmerin                                                                                  | 82    |       |
| 9. Februar  | Marian Danysz                             | polnischer Experimentalphysiker                                                                                 | 73    |       |
| 9. Februar  | Salvador Fernández Ramírez                | spanischer Hispanist und Grammatiker                                                                            | 86    |       |
| 9. Februar  | Georg Fiedler                             | österreichischer Politiker (ÖVP), Landtagsabgeordneter im Burgenland                                            | 84    |       |
| 9. Februar  | Choren I.                                 | armenischer Katholikos des Großen Hauses von Kilikien der Armenischen Apostolischen Kirche                      | 68    |       |
| 9. Februar  | Tjalling James                            | niederländischer Ruderer                                                                                        | 76    |       |
| 9. Februar  | Helmuth Osthoff                           | deutscher Musikwissenschaftler                                                                                  | 86    |       |
| 9. Februar  | Wilhelm Pelkmann                          | deutscher Politiker (CDU), MdL                                                                                  | 77    |       |
| 10. Februar | Friedrich Facius                          | deutscher Archivar und Historiker                                                                               | 75    |       |
| 10. Februar | Emil Grünzweig                            | israelischer Lehrer und Friedensaktivist                                                                        | 35    |       |
| 10. Februar | Theo Huefnagels                           | deutscher Politiker (CDU), MdL                                                                                  | 85    |       |
| 10. Februar | Glen D. Johnson                           | US-amerikanischer Politiker                                                                                     | 71    |       |
| 10. Februar | Hermann Schmidt                           | deutscher Politiker (SPD), MdL, MdB                                                                             | 66    |       |
| 10. Februar | Walter Sutkowski                          | deutscher Bildhauer und Medailleur                                                                              | 92    |       |
| 11. Februar | Kurt von Kamphoevener                     | deutscher Diplomat                                                                                              | 95    |       |
| 11. Februar | Nathan S. Kline                           | amerikanischer Psychiater                                                                                       | 66    |       |
| 12. Februar | Eubie Blake                               | US-amerikanischer Pianist und Komponist                                                                         | 96    |       |
| 12. Februar | Harald Busch                              | deutscher Kunsthistoriker, Museumsleiter und Autor                                                              | 78    |       |
| 12. Februar | Michael Cefola                            | US-amerikanischer Chemiker                                                                                      |       |       |
| 12. Februar | Kurt Mothes                               | deutscher Botaniker und Hochschulprofessor                                                                      | 82    |       |
| 12. Februar | Isabelle Françoise Helene Marie d’Orléans | französische Angehörige des Hauses Bourbon                                                                      | 82    |       |
| 13. Februar | Horst Egon Berkowitz                      | deutscher Rechtsanwalt und Mäzen                                                                                | 85    |       |
| 13. Februar | Jürgen von Hehn                           | baltendeutscher Historiker                                                                                      | 70    |       |
| 13. Februar | Melanie Horeschovsky                      | österreichische Schauspielerin                                                                                  | 81    |       |
| 13. Februar | Günther Küchenhoff                        | deutscher Rechtswissenschaftler                                                                                 | 75    |       |
| 13. Februar | Paula Lustig                              | österreichische Textilkünstlerin und Kunsthandwerkerin                                                          | 91    |       |
| 13. Februar | Fridel Mumme                              | deutsche Schauspielerin                                                                                         | 84    |       |
| 13. Februar | Marian Nixon                              | US-amerikanische Schauspielerin                                                                                 | 78    |       |
| 13. Februar | Erich Schönfeld                           | deutscher Maler und Grafiker                                                                                    | 79    |       |
| 13. Februar | Lutz Schwiers                             | deutscher Schauspieler                                                                                          | 78    |       |
| 13. Februar | Heinz-Kurt Steinkampf                     | deutscher Politiker (SPD), MdA                                                                                  | 67    |       |
| 13. Februar | Gerald Strang                             | US-amerikanischer Komponist                                                                                     | 75    |       |
| 13. Februar | Leida Tigane                              | estnische Schriftstellerin                                                                                      | 74    |       |
| 14. Februar | Alfred Fiedler                            | deutscher Volkskundler                                                                                          | 79    |       |
| 14. Februar | Albert Ponsold                            | deutscher Gerichtsmediziner                                                                                     | 82    |       |
| 14. Februar | Lina Radke                                | deutsche Leichtathletin                                                                                         | 79    |       |
| 14. Februar | Ludwig Rellstab                           | deutscher Schachmeister                                                                                         | 78    |       |
| 15. Februar | Rudolf Haybach                            | österreichischer Maler, Schriftsteller und Verleger                                                             | 96    |       |
| 15. Februar | Heinrich Maerkl                           | deutscher Politiker (Bayernpartei), MdB                                                                         | 70    |       |
| 15. Februar | Andreas Moritz                            | deutscher Silberschmied und Hochschullehrer                                                                     | 81    |       |
| 15. Februar | Josef Wallner                             | österreichischer Politiker (ÖVP), Abgeordneter zum Nationalrat                                                  | 84    |       |
| 16. Februar | Dorothea Brockmann                        | deutsche Scherenschnitt-Künstlerin                                                                              | 83    |       |
| 16. Februar | Paul Hofstetter                           | deutscher Politiker (SPD), MdL                                                                                  | 76    |       |
| 16. Februar | Kazimiera Iłłakowiczówna                  | polnische Lyrikerin und Übersetzerin                                                                            | 90    |       |
| 16. Februar | José Villalón Mercado                     | mexikanischer Geistlicher, Weihbischof in Mexiko-Stadt                                                          | 88    |       |
| 17. Februar | Alfred Bohmann                            | deutscher Journalist, Autor und Statistiker                                                                     | 76    |       |
| 17. Februar | Anton Bruder                              | deutsch-böhmischer Maler                                                                                        | 84    |       |
| 17. Februar | Nicolas Chaoui                            | libanesischer Politiker, Generalsekretär der LKP                                                                | 70    |       |
| 17. Februar | George Colley                             | irischer Politiker                                                                                              | 57    |       |
| 17. Februar | Bruno Corelli                             | italienischer Schauspieler                                                                                      | 64    |       |
| 17. Februar | Arno Deutelmoser                          | deutscher Widerständler gegen den Nationalsozialismus                                                           | 76    |       |
| 17. Februar | Lubo D’Orio                               | bulgarischer Jazz- und Unterhaltungsmusiker                                                                     | 79    |       |
| 17. Februar | Pavle Fukarek                             | jugoslawischer Dendrologe, Botaniker, Biogeograph und Pflanzensoziologe                                         | 70    |       |
| 17. Februar | Helmut Günther                            | deutscher Tanzpublizist                                                                                         | 71    |       |
| 17. Februar | Woldemar Koch                             | deutscher Wirtschaftswissenschaftler ukrainischer Herkunft                                                      | 81    |       |
| 17. Februar | Tancredi Pasero                           | italienischer Opernsänger (Bass)                                                                                | 90    |       |
| 17. Februar | Willy Zeyn junior                         | deutscher Filmeditor und Filmproduzent                                                                          | 75    |       |
| 18. Februar | Hans Beeck                                | deutscher Politiker (NSDAP), MdR und SS-Untersturmführer                                                        | 86    |       |
| 18. Februar | Piet van der Horst sr.                    | niederländischer Radrennfahrer                                                                                  | 79    |       |
| 18. Februar | Gerd von Koerber                          | deutscher Politiker (NSDAP), MdR                                                                                | 77    |       |
| 18. Februar | Umehara Sueji                             | japanischer Archäologe                                                                                          | 89    |       |
| 19. Februar | Otto Basil                                | österreichischer Schriftsteller, Publizist und Journalist                                                       | 81    |       |
| 19. Februar | João Guedes                               | portugiesischer Schauspieler und Regisseur                                                                      | 61    |       |
| 19. Februar | Julius Kibiger                            | deutscher Maler und Zeichner                                                                                    | 79    |       |
| 19. Februar | Marcello Mascherini                       | italienischer Bildhauer                                                                                         | 76    |       |
| 19. Februar | Ulrich Middeldorf                         | deutsch-amerikanischer Kunsthistoriker                                                                          | 81    |       |
| 19. Februar | Erich Schellhaus                          | deutscher Verwaltungsbeamter und Politiker (NSDAP, GB/BHE, GDP, CDU), MdL                                       | 81    |       |
| 19. Februar | Ernest Terreau                            | französischer Radrennfahrer                                                                                     | 74    |       |
| 20. Februar | Raoul Couvert                             | französischer Eishockeyspieler                                                                                  | 79    |       |
| 20. Februar | Al Donahue                                | US-amerikanischer Jazz-Violinist und Bigband-Leader                                                             | 78    |       |
| 20. Februar | Rosanna Falasca                           | argentinische Tangosängerin                                                                                     | 29    |       |
| 20. Februar | Robert Ganssen                            | deutscher Bodenkundler                                                                                          | 79    |       |
| 20. Februar | Tomás Ojeda                               | chilenischer Fußballspieler                                                                                     | 72    |       |
| 20. Februar | Kurt Oligmüller                           | deutscher Schauspieler                                                                                          | 60    |       |
| 20. Februar | Hans Schelter                             | deutscher Kommunalpolitiker (SPD) und Oberbürgermeister der Stadt Weiden in der Oberpfalz (1952–1970)           | 77    |       |
| 20. Februar | Stan Wicks                                | englischer Fußballspieler                                                                                       | 54    |       |
| 21. Februar | Eberhard Baier                            | deutscher General                                                                                               | 87    |       |
| 21. Februar | Rudolf Cammisar                           | deutscher Maler, Graphiker und Zeichner                                                                         | 91    |       |
| 21. Februar | Johann Fischer                            | deutscher Politiker (SPD), MdL                                                                                  | 87    |       |
| 21. Februar | Robert K. Goodwin                         | US-amerikanischer Politiker                                                                                     | 77    |       |
| 21. Februar | Julius Haxel                              | deutscher Landwirt, Winzer und Politiker (SPD), MdL                                                             | 78    |       |
| 21. Februar | Emil Kotrba                               | tschechischer Künstler                                                                                          | 70    |       |
| 21. Februar | Heinrich Johannes Möller                  | deutscher Uhrengestalter                                                                                        | 77    |       |
| 22. Februar | Hermann Böhm                              | deutscher Motorradrennfahrer                                                                                    | 66    |       |
| 22. Februar | Adrian Boult                              | britischer Dirigent                                                                                             | 93    |       |
| 22. Februar | Charles Gairdner                          | britischer General und Gouverneur von Western Australia und Tasmanien                                           | 84    |       |
| 22. Februar | Axel Hambræus                             | schwedischer Schriftsteller und Pfarrer                                                                         | 93    |       |
| 22. Februar | Mieczysław Jastrun                        | polnischer Schriftsteller und Übersetzer                                                                        | 79    |       |
| 22. Februar | Manfred Kiese                             | deutscher Pharmakologe und Toxikologe                                                                           | 72    |       |
| 22. Februar | Romain Maes                               | belgischer Radrennfahrer                                                                                        | 70    |       |
| 22. Februar | Agapito Marazuela                         | spanischer Folkloreforscher und Musiker                                                                         | 91    |       |
| 22. Februar | Hans-Otto Mayer                           | deutscher Buchhändler                                                                                           | 79    |       |
| 22. Februar | Fritz Theodor Overbeck                    | deutscher Botaniker                                                                                             | 84    |       |
| 22. Februar | Paolo Pedretti                            | italienischer Radrennfahrer                                                                                     | 77    |       |
| 22. Februar | Stan Tolhurst                             | australischer Schauspieler, Filmproduzent und Filmschaffender                                                   | 74    |       |
| 22. Februar | Sun Yefang                                | chinesischer Ökonom und Politiker                                                                               |       |       |
| 23. Februar | William Anderson                          | britischer Eishockeyspieler                                                                                     | 81    |       |
| 23. Februar | Karl Bosek-Kienast                        | österreichischer Schriftsteller und Lehrer                                                                      | 87    |       |
| 23. Februar | Fritz Discher                             | deutscher Maler                                                                                                 | 102   |       |
| 23. Februar | Gustav Feick                              | deutscher Volkswirt und Politiker (SPD), MdL                                                                    | 78    |       |
| 23. Februar | Hermann Helms                             | deutscher Reeder                                                                                                | 84    |       |
| 23. Februar | Herbert Howells                           | englischer Komponist                                                                                            | 90    |       |
| 23. Februar | Jean-Gunnar Lindgren                      | schwedischer Leichtathlet                                                                                       | 77    |       |
| 23. Februar | Wolfgang Makatsch                         | deutscher Ornithologe und Autor von Vogelbestimmungsbüchern                                                     | 77    |       |
| 23. Februar | Hans Pagenkopf                            | deutscher Wirtschaftswissenschaftler und Kommunalpolitiker                                                      | 81    |       |
| 23. Februar | Hüseynağa Sadıqov                         | sowjetischer Schauspieler                                                                                       | 68    |       |
| 23. Februar | Jupp Schlösser                            | deutscher Sänger und Liedtexter                                                                                 | 80    |       |
| 24. Februar | Jacques Benoist-Méchin                    | französischer Intellektueller, Journalist, Historiker, Musikwissenschaftler und Politiker                       | 81    |       |
| 24. Februar | Albin Breitenmoser                        | Schweizer Unternehmer                                                                                           | 83    |       |
| 24. Februar | Werner Dierschke                          | deutscher Architekt und Baubeamter                                                                              | 76    |       |
| 24. Februar | Aloys Oberhammer                          | österreichischer Landesbeamter und Politiker (ÖVP), Abgeordneter zum Nationalrat                                | 82    |       |
| 24. Februar | Alice Pennefather                         | singapurische Badmintonspielerin                                                                                | 79    |       |
| 24. Februar | Eric Sundblad                             | schwedischer Leichtathlet                                                                                       | 85    |       |
| 25. Februar | Sergio Álvarez                            | chilenischer Fußballspieler                                                                                     | 56    |       |
| 25. Februar | Boris Iwanowitsch Afanassjew              | russischer Eishockeytorwart und Eishockeytrainer sowie Fußballspieler                                           | 69    |       |
| 25. Februar | Humberto Aguirre                          | chilenischer Politiker, Abgeordneter, Senator und Minister                                                      | 74    |       |
| 25. Februar | Eugen Bernoulli                           | Schweizer Pharmakologe, Allgemeinmediziner sowie Hochschullehrer                                                | 101   |       |
| 25. Februar | Konrad Gauckler                           | deutscher Naturforscher                                                                                         | 84    |       |
| 25. Februar | Tennessee Williams                        | US-amerikanischer Schriftsteller und Dramatiker                                                                 | 71    |       |
| 26. Februar | Rudolf Brassat                            | deutscher Politiker (SED)                                                                                       | 77    |       |
| 26. Februar | Hubert Cremer                             | deutscher Mathematiker und Computerpionier; Gründer Rechenzentrum RWTH Aachen                                   | 85    |       |
| 26. Februar | Theodor Ernst                             | deutscher Mineraloge                                                                                            | 79    |       |
| 26. Februar | John Draper Erwin                         | US-amerikanischer Diplomat                                                                                      | 99    |       |
| 26. Februar | Ejnar Olsson                              | schwedischer Skispringer und Nordischer Kombinierer                                                             | 96    |       |
| 26. Februar | Walter Thiemann                           | deutscher evangelischer Pfarrer                                                                                 | 84    |       |
| 27. Februar | Hermann Böhrs                             | deutscher Wirtschaftswissenschaftler und Rektor der Leibniz Universität Hannover (1970–1971)                    | 77    |       |
| 27. Februar | Nikolai Alexandrowitsch Kosyrew           | russischer Astronom                                                                                             | 74    |       |
| 27. Februar | Gyula Lázár                               | ungarischer Fußballspieler und -trainer                                                                         | 72    |       |
| 27. Januar  | Higinio Morínigo                          | paraguayischer General und Politiker                                                                            | 86    |       |
| 27. Februar | Bertl von Massow                          | deutsche Schachfunktionärin                                                                                     | 61    |       |
| 27. Februar | Hans-Georg Schweppenhäuser                | deutscher Ingenieur und Anthroposoph                                                                            | 84    |       |
| 27. Februar | Tom Williamson, Baron Williamson          | britischer Politiker (Labour), Mitglied des House of Commons und Gewerkschaftsfunktionär                        | 85    |       |
| 28. Februar | Guillermo Araya Goubet                    | chilenischer Romanist und Hispanist                                                                             | 51    |       |
| 28. Februar | Winifred Atwell                           | trinidadische Pianistin                                                                                         | 69    |       |
| 28. Februar | Hermann Fischer                           | deutscher Volkswirt und Politiker (DVP, FDP), MdA                                                               | 83    |       |
| 28. Februar | Ladislaus Hruska                          | österreichischer Architekt                                                                                      | 70    |       |
| 28. Februar | Carl Ihrke                                | deutscher Maler, Grafiker und Bildhauer                                                                         | 61    |       |
| 28. Februar | Sepp Tanzer                               | österreichischer Komponist für Blasmusik                                                                        | 76    |       |
| Februar     | George F. Daly                            | US-amerikanischer Computeringenieur                                                                             | 79    |       |
| Februar     | Franz Roos                                | deutscher Politiker (SPD), MdL                                                                                  | 66    |       |
| Februar     | John E. Tribby                            | US-amerikanischer Film- und Tontechniker                                                                        | 79    |       |

## März
| Tag      | Name                                   | Beruf, bekannt als                                                                                              | Alter | Beleg |
| -------- | -------------------------------------- | --- | ----- | ----- |
| 1. März  | Paula Doell                            | deutsche Opernsängerin und Politikerin (CDU), MdL                                                               | 82    |       |
| 1. März  | Paul Gohr                              | deutscher Politiker (KPD, SED), Widerstandskämpfer                                                              | 83    |       |
| 1. März  | Kobayashi Hideo                        | japanischer Schriftsteller und Literaturkritiker                                                                | 80    |       |
| 1. März  | Arthur Koestler                        | österreichisch-ungarischer Schriftsteller                                                                       | 77    |       |
| 1. März  | Saverio Zupi                           | italienischer Geistlicher, römisch-katholischer Erzbischof und Diplomat des Heiligen Stuhls                     | 69    |       |
| 2. März  | Vitorino Fernandes                     | brasilianischer Wasserballspieler                                                                               | 86    |       |
| 2. März  | Achim Oster                            | deutscher Militär und Geheimdienstchef                                                                          | 69    |       |
| 2. März  | Giuseppe Rossi                         | italienischer Geistlicher, Titularbischof von Palmyra                                                           | 95    |       |
| 3. März  | Hergé                                  | belgischer Comic-Autor und Zeichner                                                                             | 75    |       |
| 3. März  | Robert Payne                           | britischer Schriftsteller                                                                                       | 71    |       |
| 3. März  | Kees Schelfhout                        | niederländischer Politiker (KVP)                                                                                | 65    |       |
| 3. März  | Valerij Jakowlewitsch Tarsis           | sowjetischer Schriftsteller, Übersetzer und Systemkritiker                                                      | 76    |       |
| 4. März  | Robert Fischer                         | deutscher Jurist, Präsident des Bundesgerichtshofs                                                              | 71    |       |
| 4. März  | Wilhelm Höck                           | deutscher Politiker (CDU), MdB                                                                                  | 75    |       |
| 4. März  | Bernhard Martin                        | deutscher Volkskundler und Mundartforscher                                                                      | 93    |       |
| 4. März  | Ernst Sommerlath                       | deutscher protestantischer Theologe                                                                             | 94    |       |
| 5. März  | Irma Franzen-Heinrichsdorff            | deutsch-amerikanische Landschaftsarchitektin                                                                    | 90    |       |
| 5. März  | Ricardo Rodríguez-Cavazos              | US-amerikanischer Automobilrennfahrer                                                                           | 42    |       |
| 5. März  | Bob Shoffner                           | US-amerikanischer Jazz-Trompeter                                                                                | 82    |       |
| 5. März  | Otto Zierer                            | deutscher Schriftsteller                                                                                        | 73    |       |
| 6. März  | David Alexander                        | US-amerikanischer Filmregisseur und Filmproduzent                                                               |       |       |
| 6. März  | Cathy Berberian                        | US-amerikanische Sängerin (Mezzosopran) und avantgardistische Komponistin                                       | 57    |       |
| 6. März  | Albin Breitenmoser                     | Schweizer Politiker (CVP)                                                                                       | 62    |       |
| 6. März  | Ferrucio Calusio                       | argentinischer Dirigent                                                                                         | 93    |       |
| 6. März  | Modolv Hareide                         | norwegischer Jurist und Beamter im auswärtigen Dienst                                                           | 74    |       |
| 6. März  | Greta Knutson                          | schwedische Künstlerin                                                                                          | 83    |       |
| 6. März  | Howard McFarlaine                      | britischer Musiker                                                                                              | 88    |       |
| 6. März  | Reinhold Scharnke                      | deutscher Journalist, Musikschriftsteller, Musikkritiker, Komponist und Musikpädagoge                           | 83    |       |
| 6. März  | Georg Weidner                          | deutscher Ringer                                                                                                | 69    |       |
| 7. März  | Lutz Eigendorf                         | deutscher Fußballspieler                                                                                        | 26    |       |
| 7. März  | Leonore Goldschmidt                    | deutsch-britische Pädagogin                                                                                     | 85    |       |
| 7. März  | Manuel J. Goyanes                      | spanischer Filmproduzent                                                                                        | 69    |       |
| 7. März  | René Halkett                           | deutsch-britischer Journalist und Künstler                                                                      | 83    |       |
| 7. März  | Buenaventura Jáuregui Prieto           | kolumbianischer römisch-katholischer Geistlicher, Bischof von Zipaquirá                                         | 84    |       |
| 7. März  | Hans Klenk                             | deutscher Firmengründer, Unternehmer, Erfinder, Mäzen, Stifter und Ehrenbürger sowie                            | 76    |       |
| 7. März  | Odd Lundberg                           | norwegischer Eisschnellläufer                                                                                   | 65    |       |
| 7. März  | Igor Markevitch                        | italienischer Komponist und Dirigent ukrainischer Herkunft                                                      | 70    |       |
| 7. März  | John A. Notte                          | US-amerikanischer Politiker                                                                                     | 73    |       |
| 7. März  | Rudolf Sandner                         | deutscher Politiker (NSDAP), MdR                                                                                | 78    |       |
| 7. März  | Hubert Schiel                          | deutscher Kirchenhistoriker und Bibliothekar                                                                    | 85    |       |
| 7. März  | Werner Stücheli                        | Schweizer Architekt                                                                                             | 66    |       |
| 7. März  | Claude Vivier                          | kanadischer Komponist                                                                                           | 34    |       |
| 8. März  | Wolfgang Fraenkel                      | deutsch-amerikanischer Komponist, Dirigent, Musiktheoretiker und Jurist                                         | 85    |       |
| 8. März  | Chabuca Granda                         | peruanische Lyrikerin, Liedermacherin und Folkloristin                                                          | 62    |       |
| 8. März  | Karl Krug                              | deutscher Maler                                                                                                 | 82    |       |
| 8. März  | Thure Georg Sahama                     | finnischer Geochemiker                                                                                          | 72    |       |
| 8. März  | William Walton                         | englischer Komponist und Dirigent                                                                               | 80    |       |
| 8. März  | Karl Weiken                            | deutscher Geodät und Polarforscher                                                                              | 87    |       |
| 9. März  | Faye Emerson                           | US-amerikanische Schauspielerin                                                                                 | 65    |       |
| 9. März  | Ulf von Euler                          | schwedischer Mediziner und Neurochemiker                                                                        | 78    |       |
| 9. März  | Gustav Hauck                           | österreichischer Polizei- und Militärpilot                                                                      | 73    |       |
| 9. März  | Werner Tutter                          | deutscher NS-Kriegsverbrecher und Agent der Staatssicherheit der CSSR                                           | 73    |       |
| 10. März | Jakob Annasohn                         | Schweizer Generalstabschef                                                                                      | 81    |       |
| 10. März | Paul Géraldy                           | französischer Schriftsteller                                                                                    | 98    |       |
| 10. März | Linus Kather                           | deutscher Politiker (CDU, 1954 GB/BHE, NPD), MdB                                                                | 89    |       |
| 10. März | Enrique Pereira                        | uruguayischer Wasserballspieler                                                                                 | 73    |       |
| 10. März | Jürgen Soenke                          | deutscher Kunsthistoriker                                                                                       | 75    |       |
| 11. März | Jussi Aro                              | finnischer Sprachwissenschaftler (Assyriologe)                                                                  | 54    |       |
| 11. März | Gretel Baumbach                        | deutsche Politikerin (SPD) und Verbandsfunktionärin (AWO)                                                       | 87    |       |
| 11. März | Erich Heinz Benedix                    | deutscher Botaniker und Mykologe                                                                                | 68    |       |
| 11. März | Stephan von Breuning                   | österreichischer Insektenkundler                                                                                | 88    |       |
| 11. März | Lurlean Hunter                         | US-amerikanische Jazz-Sängerin                                                                                  | 63    |       |
| 11. März | Jean Hytier                            | französischer Romanist und Literaturwissenschaftler                                                             | 84    |       |
| 11. März | Willi Lindlar                          | deutscher Politiker (CDU)                                                                                       | 67    |       |
| 11. März | Donald Maclean                         | britischer Diplomat und Doppelagent (MI5, KGB)                                                                  | 69    |       |
| 11. März | Otto Schmelzeisen                      | deutscher Kampfsportler                                                                                         | 90    |       |
| 12. März | Nicholas Civella                       | US-amerikanischer Mobster                                                                                       | 70    |       |
| 11. März | James Gallagher                        | irischer Politiker                                                                                              | 62    |       |
| 12. März | Alfons Klein                           | deutscher Maler, Bildhauer und Landespolitiker                                                                  | 77    |       |
| 12. März | Imre Ráday                             | ungarischer Schauspieler und Theaterregisseur                                                                   | 77    |       |
| 12. März | Carla Woldering                        | deutsche Politikerin (CDU), MdL                                                                                 | 89    |       |
| 13. März | Louison Bobet                          | französischer Radrennfahrer                                                                                     | 58    |       |
| 13. März | Paul Citroen                           | niederländischer Kunstmaler, Zeichner und Fotograf                                                              | 86    |       |
| 13. März | Jean Martinelli                        | französischer Synchronsprecher und Schauspieler                                                                 | 73    |       |
| 13. März | Anton Slodnjak                         | slowenischer Autor, Literaturwissenschaftler und -historiker                                                    | 83    |       |
| 13. März | Borys Ten                              | ukrainischer Übersetzer und Dichter                                                                             | 85    |       |
| 14. März | Richard Kieffer                        | deutscher Pulvermetallurge und Hartmetallfachmann                                                               | 77    |       |
| 14. März | Gerhard Marquardt                      | deutscher Gerechter unter den Völkern                                                                           | 78    |       |
| 14. März | Heinz Paul                             | deutscher Filmregisseur und Produzent                                                                           | 89    |       |
| 14. März | Maurice Ronet                          | französischer Schauspieler                                                                                      | 55    |       |
| 15. März | Johannes Blank                         | deutscher Wasserballspieler                                                                                     | 78    |       |
| 15. März | Coloman Braun-Bogdan                   | rumänischer Fußballspieler und -trainer                                                                         | 77    |       |
| 15. März | Annemarie von Harlem                   | deutsche Politikerin (CDU), MdL                                                                                 | 88    |       |
| 15. März | Peter Heintz                           | Schweizer Soziologe                                                                                             | 62    |       |
| 15. März | Hans Kauffmann                         | deutscher Kunsthistoriker                                                                                       | 86    |       |
| 15. März | Arnold Krampe                          | deutscher Verwaltungsjurist, Landrat und Oberkreisdirektor                                                      | 73    |       |
| 15. März | Wilhelm Müller-Wille                   | deutscher Geograph                                                                                              | 76    |       |
| 15. März | Wolfgang Müller                        | deutscher katholischer Kirchenhistoriker                                                                        | 78    |       |
| 15. März | Oldřich Nový                           | tschechischer Schauspieler                                                                                      | 83    |       |
| 15. März | Wilhelm Schmalz                        | deutscher Offizier, zuletzt Generalleutnant im Zweiten Weltkrieg                                                | 82    |       |
| 15. März | Josep Lluís Sert                       | spanischer Architekt                                                                                            | 80    |       |
| 15. März | Rebecca West                           | britische Schriftstellerin und Journalistin                                                                     | 90    |       |
| 16. März | Walter Dierks                          | deutscher Syndikus und Hauptgeschäftsführer der Industrie- und Handelskammer Bremerhaven                        | 83    |       |
| 16. März | Heinrich Dörrie                        | deutscher klassischer Philologe                                                                                 | 71    |       |
| 16. März | Bohumil Durdis                         | tschechoslowakischer Gewichtheber                                                                               | 80    |       |
| 16. März | Arthur Godfrey                         | US-amerikanischer Radio- und Fernseh-Moderator                                                                  | 79    |       |
| 16. März | Friedrich Klemm                        | deutscher Technikhistoriker                                                                                     | 79    |       |
| 16. März | Fred Rose                              | kanadischer Politiker                                                                                           | 75    |       |
| 16. März | Ernie Royal                            | amerikanischer Jazztrompeter                                                                                    | 62    |       |
| 16. März | Wolfgang Thiele                        | deutscher Jurist                                                                                                | 54    |       |
| 16. März | Freda Dudley Ward                      | britische High-Society Lady und Mätresse des Prince of Wales und späteren König Eduard VIII. von Großbritann... | 88    |       |
| 17. März | Gigi Gryce                             | US-amerikanischer Jazz-Saxophonist, Komponist und Arrangeur                                                     | 57    |       |
| 17. März | Haldan Keffer Hartline                 | US-amerikanischer Physiologe                                                                                    | 79    |       |
| 17. März | Albin Herzog                           | deutscher Fußballspieler                                                                                        | 79    |       |
| 17. März | Heinrich Netz                          | deutscher Maschinenbauingenieur und Rektor der Technischen Universität München                                  | 86    |       |
| 17. März | Jiří Robert Pick                       | tschechischer Schriftsteller                                                                                    | 57    |       |
| 17. März | Alfred Clarence Redfield               | US-amerikanischer Ozeanograph                                                                                   | 92    |       |
| 17. März | Erich Schmidt-Leichner                 | deutscher Strafverteidiger                                                                                      | 72    |       |
| 17. März | Mitzi Tesar                            | österreichische Operettensängerin und Schauspielerin bei Bühne und Fernsehen                                    | 75    |       |
| 17. März | Solco Walle Tromp                      | niederländischer Geologe und Biometeorologe                                                                     | 74    |       |
| 17. März | Edgar Wedepohl                         | deutscher Architekt, Bauforscher und Hochschullehrer                                                            | 88    |       |
| 18. März | Robert F. Bradford                     | US-amerikanischer Politiker                                                                                     | 80    |       |
| 18. März | Henryk Budziński                       | polnischer Ruderer                                                                                              | 78    |       |
| 18. März | Gerhard Desczyk                        | deutscher CDU-Funktionär in der DDR und Cheflektor des Union Verlages Berlin                                    | 83    |       |
| 18. März | Friedrich Flörke                       | deutscher Verkehrswissenschaftler                                                                               | 94    |       |
| 18. März | Franco Giorgetti                       | italienischer Radrennfahrer                                                                                     | 80    |       |
| 18. März | Hans Wolf Jaeschke                     | deutscher Diplomat                                                                                              | 75    |       |
| 18. März | Josef Koch                             | deutscher Arzt                                                                                                  | 87    |       |
| 18. März | Buddy Lucas                            | US-amerikanischer Jazz- und Rhythm-&-Blues-Musiker (Mundharmonika, Tenorsaxophon, Gesang, Songwriter und Ban... | 68    |       |
| 18. März | Hans Nilsson-Ehle                      | schwedischer Romanist und Linguist                                                                              | 72    |       |
| 18. März | Marco Peltzer                          | belgischer Eishockeyspieler                                                                                     | 73    |       |
| 18. März | Bolko von Richthofen                   | deutscher Prähistoriker und Hochschullehrer                                                                     | 83    |       |
| 18. März | Franz Schaap                           | deutscher Politiker (SPD), MdL                                                                                  | 71    |       |
| 18. März | Umberto II.                            | italienischer Marschall und König von Italien (1946)                                                            | 78    |       |
| 19. März | Werner Andert                          | deutscher Heimatforscher und Volkskundler                                                                       | 75    |       |
| 19. März | Hans Franta                            | österreichischer Maler                                                                                          | 89    |       |
| 20. März | Thure Ahlqvist                         | schwedischer Boxer                                                                                              | 75    |       |
| 20. März | Rainer Christlein                      | deutscher Prähistoriker                                                                                         | 42    |       |
| 20. März | Sheila Galvin                          | irische Politikerin (Fianna Fáil)                                                                               | 69    |       |
| 20. März | August Götte                           | deutscher Mineraloge und Hochschullehrer                                                                        | 81    |       |
| 20. März | Thilo Maatsch                          | deutscher Maler, Graphiker, Holzschneider und Bildhauer der abstrakten und konkreten Kunst sowie Vertreter d... | 82    |       |
| 20. März | Arno Schellenberg                      | deutscher Opernsänger (lyrischer Bariton) und Gesangspädagoge                                                   | 79    |       |
| 20. März | José Sentis                            | spanischer Pianist und Komponist                                                                                | 94    |       |
| 20. März | Iwan Matwejewitsch Winogradow          | russischer Mathematiker, der als einer der Mitbegründer der modernen analytischen Zahlentheorie gilt            | 91    |       |
| 21. März | Thomas Ashton, 2. Baron Ashton of Hyde | britischer Peer                                                                                                 | 81    |       |
| 21. März | Cecil von Bonde                        | südafrikanischer Meeresbiologe und Ozeanograph                                                                  | 87    |       |
| 21. März | Ezio Franceschini                      | italienischer Philosophiehistoriker, Altphilologe und Mittellateinischer Philologe                              | 76    |       |
| 21. März | Maurice Franck                         | französischer Komponist und Musikpädagoge                                                                       |       |       |
| 21. März | Herbert Küas                           | deutscher Kunsthistoriker und Archäologe                                                                        | 82    |       |
| 21. März | Fritz Möller                           | deutscher Meteorologe, Geophysiker und Hochschullehrer                                                          | 76    |       |
| 21. März | Ooi Teik Hock                          | malaysischer Badmintonspieler                                                                                   | 62    |       |
| 21. März | Erwin Schimitschek                     | österreichischer Forstentomologe und Hochschullehrer                                                            | 84    |       |
| 21. März | Max Seidel                             | deutscher Politiker (SPD), MdB                                                                                  | 77    |       |
| 21. März | Walter Voss                            | deutscher Politiker (KPD), MdR                                                                                  | 75    |       |
| 22. März | Tiberiu Bone                           | rumänischer Fußballspieler                                                                                      | 53    |       |
| 22. März | Rudi Seeliger                          | österreichischer Eiskunstläufer                                                                                 | 59    |       |
| 23. März | Frimann Falck Clausen                  | norwegischer Schauspieler und Synchronsprecher                                                                  | 62    |       |
| 23. März | Maria Croon                            | deutsche Schriftstellerin                                                                                       | 91    |       |
| 23. März | Wallace Jones                          | US-amerikanischer Jazztrompeter                                                                                 | 76    |       |
| 23. März | Heinrich Kuckuck                       | deutscher Politiker (NSDAP), MdL                                                                                | 83    |       |
| 23. März | Armand Lanoux                          | französischer Schriftsteller                                                                                    | 69    |       |
| 23. März | Saul Lieberman                         | US-amerikanischer Rabbiner und Talmudist                                                                        | 84    |       |
| 23. März | Erich Matthias                         | deutscher Historiker und Politikwissenschaftler                                                                 | 61    |       |
| 23. März | Li Weinert                             | deutsche Rezitatorin, Kabarettistin und Kulturfunktionärin                                                      | 83    |       |
| 24. März | Igino Eugenio Cardinale                | italienischer Geistlicher, römisch-katholischer Erzbischof und vatikanischer Diplomat                           | 66    |       |
| 24. März | José Adelino Dantas                    | brasilianischer Geistlicher, Bischof von Ruy Barbosa                                                            | 73    |       |
| 24. März | Georges Hyvernaud                      | französischer Schriftsteller                                                                                    | 81    |       |
| 24. März | Fritz Kolb                             | österreichischer Reformpädagoge und Diplomat                                                                    | 80    |       |
| 24. März | Asmund Rostrup                         | dänischer Schauspieler                                                                                          | 67    |       |
| 24. März | Bohumil Šternberk                      | böhmischer Astronom, Pädagoge und erster Direktor der Sternwarte Ondrejov                                       | 86    |       |
| 24. März | Lewis W. Wannamaker                    | US-amerikanischer Mikrobiologe und Facharzt für Pädiatrie                                                       | 59    |       |
| 25. März | Wulf Emmo Ankel                        | deutscher Zoologe, Meeresbiologe und Hochschullehrer                                                            | 85    |       |
| 25. März | Helmut Boese                           | österreichischer Bibliothekar                                                                                   | 71    |       |
| 25. März | Constantine Fitzgibbon                 | irischer Historiker, Journalist und Schriftsteller                                                              | 63    |       |
| 25. März | Thomas S. Gates                        | US-amerikanischer Politiker und Diplomat                                                                        | 76    |       |
| 25. März | Wilhelm Gefeller                       | deutscher Gewerkschafter und Politiker (SPD), MdB                                                               | 76    |       |
| 25. März | Max Ingberg                            | deutscher Politiker (SPD)                                                                                       | 78    |       |
| 25. März | Lothar Lenz                            | deutscher Politiker (CDU), MdL                                                                                  | 78    |       |
| 25. März | Liu Changchun                          | chinesischer Leichtathlet                                                                                       | 73    |       |
| 25. März | Walter Pagel                           | deutsch-britischer Pathologe und Medizinhistoriker                                                              | 84    |       |
| 25. März | John C. Taylor                         | US-amerikanischer Politiker                                                                                     | 93    |       |
| 25. März | Bob Waterfield                         | US-amerikanischer American-Football-Spieler und -Trainer                                                        | 62    |       |
| 25. März | John Bell Williams                     | US-amerikanischer Politiker                                                                                     | 64    |       |
| 26. März | Anthony Blunt                          | britischer Kunsthistoriker und Spion                                                                            | 75    |       |
| 26. März | Gemma Bolognesi                        | italienische Schauspielerin                                                                                     | 88    |       |
| 26. März | Walther Böttcher                       | deutscher Politiker (CDU), MdL                                                                                  | 81    |       |
| 26. März | Celal Eyiceoğlu                        | türkischer Admiral und Botschafter                                                                              |       |       |
| 26. März | Paul Fässler                           | Schweizer Fußballspieler                                                                                        | 81    |       |
| 26. März | Ernest Riedel                          | US-amerikanischer Kanute                                                                                        | 81    |       |
| 26. März | Paul Sommer                            | deutscher römisch-katholischer Geistlicher, Großdechant und Visitator der Grafschaft Glatz                      | 65    |       |
| 26. März | Richard Stankiewicz                    | US-amerikanischer Bildhauer                                                                                     | 61    |       |
| 26. März | Đuro Zagajski                          | jugoslawischer Politaktivist                                                                                    | 43    |       |
| 27. März | James Hayter                           | britischer Schauspieler                                                                                         | 75    |       |
| 27. März | Jānis Ivanovs                          | lettischer Komponist                                                                                            | 76    |       |
| 27. März | Ulrich Kessler                         | deutscher Offizier, zuletzt General der Flieger                                                                 | 88    |       |
| 27. März | Hanna Malewska                         | polnische Schriftstellerin und Publizistin                                                                      | 71    |       |
| 27. März | František Šantavý                      | tschechischer Chemiker und Pharmazeut                                                                           | 67    |       |
| 27. März | Arnold van Wyk                         | südafrikanischer Komponist                                                                                      | 66    |       |
| 28. März | Suzanne Belperron                      | französische Schmuck-Designerin                                                                                 | 82    |       |
| 28. März | Donovan Stewart Correll                | US-amerikanischer Botaniker                                                                                     | 74    |       |
| 28. März | Jaime Delgado Aparicio                 | peruanischer Jazz-Komponist, -Pianist und -Orchesterleiter                                                      | 39    |       |
| 28. März | Martin Haug                            | evangelischer Bischof und Theologe                                                                              | 87    |       |
| 28. März | Werner Müller                          | deutscher Politiker (DBD)                                                                                       | 56    |       |
| 28. März | Walter Reisch                          | US-amerikanischer Drehbuchautor österreichischer Herkunft                                                       | 79    |       |
| 29. März | Alfred Andriola                        | US-amerikanischer Comiczeichner                                                                                 | 70    |       |
| 29. März | Katherine Cassavetes                   | US-amerikanische Schauspielerin                                                                                 | 76    |       |
| 29. März | Friedrich Grohe                        | deutscher Unternehmer und Gründer der Grohe AG                                                                  | 78    |       |
| 29. März | Antony Head, 1. Viscount Head          | britischer Brigadegeneral und Politiker (Conservative Party), Mitglied des House of Commons                     | 76    |       |
| 29. März | Maurice George Kendall                 | britischer Statistiker                                                                                          | 75    |       |
| 30. März | Glen Baxter                            | US-amerikanischer Mathematiker                                                                                  | 53    |       |
| 30. März | Gunnar Bigum                           | dänischer Schauspieler                                                                                          | 68    |       |
| 30. März | Pál Kadosa                             | ungarischer Komponist und Pianist                                                                               | 79    |       |
| 30. März | Gerhard Lange                          | deutscher Politiker (CDU der DDR)                                                                               | 72    |       |
| 30. März | Lisette Model                          | US-amerikanische Fotografin                                                                                     | 81    |       |
| 30. März | Suzy Solidor                           | französische Sängerin                                                                                           | 82    |       |
| 30. März | Franz Stangler                         | österreichischer Politiker (ÖVP), Landtagsabgeordneter                                                          | 72    |       |
| 31. März | Augustin Farah                         | libanesischer Erzbischof                                                                                        | 72    |       |
| 31. März | Paula Hertwig                          | deutsche Biologin und Politikerin, MdV, MdL                                                                     | 93    |       |
| 31. März | Karandasch                             | russischer Clown                                                                                                | 81    |       |
| 31. März | Ozaki Kazuo                            | japanischer Schriftsteller                                                                                      | 83    |       |
| 31. März | Howard Hayes Scullard                  | britischer Althistoriker und Hochschullehrer                                                                    | 80    |       |
| 31. März | Christina Stead                        | australische Schriftstellerin                                                                                   | 80    |       |
| März     | Abdullah Entezam-Saltaneh              | iranischer Botschafter und Außenminister                                                                        |       |       |
| März     | George Adams                           | österreichisch-britischer Grafiker                                                                              | 78    |       |